# Struktury militarne NATO
Struktury militarne NATO – organizacja dowództw i wojsk NATO na przestrzeni lat.

## Charakterystyka
Budowę struktur militarnych NATO rozpoczęto od podpisania protokołu dotyczącego statusu międzynarodowych wojskowych kwater głównych. Wśród międzynarodowych kwater wojskowych wyróżniono: naczelne kwatery główne, kwaterę naczelnego dowódcy Połączonych Sił Zbrojnych na Atlantyku i  sojusznicze kwatery główne.

 W okresie „zimnej wojny” struktura wojskowa NATO opierała się na geograficznym podziale zadań. Dowództwa były odpowiedzialne za obronę swoich rejonów, wyposażenie i rozwinięcie sił na kierunkach, plany obrony oraz szkolenie podległych wojsk. Dowódcy podlegał kontyngent wojsk lądowych, sił powietrznych i sił morskich.

W 1989  NATO posiadało trzy główne strategiczne dowództwa: ACLANT, ACE i ACCHAN, natomiast odpowiedzialność za rejon Ameryki Północnej ponosiła Regionalna Grupa Planowania USA – Kanada (CUSRPG). Główne dowództwa otrzymywały wytyczne od Komitetu Wojskowego. Każdemu naczelnemu dowództwu (MNCs) podlegały pośrednie wyższe podporządkowane dowództwa (Major Subordinate Commands MSCs), natomiast każdemu pośredniemu wyższemu podporządkowanemu dowództwu podlegały główne podporządkowane dowództwa (Principal Subordinate Commands PSCs i sub – PSCs).  W tym czasie zakładano, że główna bitwa rozegra się wzdłuż wewnętrznej granicy niemiecko-niemieckiej na Centralnym Teatrze Działań Wojennych.

Po zakończeniu „zimnej wojny”, istniejące struktury okazały się zbyt duże i nieprzystające do nowych uwarunkowań polityczno-militarnych oraz nowych zagrożeń bezpieczeństwa. Ich reformę rozpoczęto tuż po londyńskim szczycie NATO. W lipcu 1990 utworzono grupę roboczą do oceny dotychczasowych struktur i zaproponowania zmian. Głównymi determinantami, mającymi bezpośredni wpływ na transformację było nowe podejście Sojuszu do zagadnienia bezpieczeństwa regionalnego, międzynarodowego i globalnego oraz nowe zagrożenia. Struktura dowodzenia nadal dzieliła obszar traktatowy Sojuszu na strefy podległe dwóm dowództwom strategicznym: Dowództwu Sił Sojuszniczych NATO w Europie (ACE) oraz Dowództwu Sił Sojuszniczych NATO na Atlantyku (ACLANT). W 1999 zmniejszyła się jednak do 37 liczba ośrodków dowodzenia w porównaniu z 78 ośrodkami dowodzenia w 1989.

 Kolejna zmiana struktur dowodzenia przeprowadzona w 2003 w swej idei odeszła od kryterium opartego na podziale geograficznym, a oparła się na kryteriach funkcjonalności. Była nadal tworzona wokół dwóch dowództw strategicznych, ale całość funkcji operacyjnych NATO powierzona została tylko Dowództwu Sił Sojuszniczych NATO ds. Operacji (ACO), natomiast Dowództwu Sił Sojuszniczych NATO ds. Transformacji (ACT) powierzono zadania zmierzające do transformacji Sojuszu pod względem wojskowym, w tym wyposażenie sił zbrojnych NATO w takim stopniu, który pozwoliłby im skutecznie zwalczać pojawiające się zagrożenia.

## Struktury militarne NATO w latach 50.XX w
Komitet Wojskowy
- Naczelne Dowództwo Połączonych Sił Sojuszniczych NATO w Europie ACE
  - Dowództwo Połączonych Sił Sojuszniczych Europy Północnej AFNORD
    - Dowództwo Połączonych Sił Lądowych Norwegii COMLANDNORWAY – Oslo
    - Dowództwo Połączonych Sił Lądowych Danii – Kopenhaga
    - Dowództwo Połączonych Sił Powietrznych Europy Północnej – Sandvika
    - Dowództwo Połączonych Sił Morskich Europy Północnej – Oslo

  - Dowództwo Połączonych Sił Sojuszniczych Europy Centralnej AFCENT  – Fontainebleau
    - Dowództwo Połączonych Sił Morskich Europy Centralnej NAVCENT – Fontainebleau[b]
      - Dowództwo NAVNORCENT[c]
      - Dowództwo NORSEACENT[c]

    - Dowództwo Połączonych Sił Powietrznych Europy Centralnej – Fontainebleau

  - Dowództwo Połączonych Sił Sojuszniczych Europy Południowej AFSOUTH – Neapol
    - Dowództwo Połączonych Sił Lądowych Europy Południowej LANDSOUTH – Werona
    - Dowództwo Połączonych Sił Lądowych Europy Południowo-Wschodniej LANDSOUTHEAST – Izmir
    - Dowództwo Połączonych Sił Powietrznych Europy Południowej AIRSOUTH – Neapol
    - Dowództwo Morskich  Sił Uderzeniowych i Wsparcia Europy Południowej – Neapol

  - Dowództwo Połączonych Sił Sojuszniczych Morza Śródziemnego AFMED  – (Malta)[7]
    - Dowództwo Rejonu Gibraltar – (Gibraltar)
    - Dowództwo Zachodniego Obszaru Morza Śródziemnego – Algier (Algieria)
    - Dowództwo Centralnego Obszaru Morza Śródziemnego – Neapol (Włochy)
    - Dowództwo Wschodniego Obszaru Morza Śródziemnego – Ateny (Grecja)
    - Dowództwo Południowo-Wschodniego Obszaru Morza Śródziemnego – Malta
    - Dowództwo Północno-Wschodniego Obszaru Morza Śródziemnego – Ankara (Turcja)
- Naczelne Dowództwo Połączonych Sił Sojuszniczych NATO Atlantyku ACLANT (1954).
  - Dowództwo Atlantyku Zachodniego WESTLANT – Norfolk
    - Dowództwo Podobszaru Oceanu – Norfolk
    - Dowództwo Podobszaru Atlantyku Amerykańskiego – Nowy Jork w USA
    - Dowództwo Podobszaru Atlantyku Kanadyjskiego  – Halifax w Kanadzie
    - Wydzielone Morskie Siły Uderzeniowe i Siły Ekspedycyjne

  - Dowództwo Sił Powietrznych Atlantyku Wschodniego – Northwood
  - Dowództwo Atlantyku Wschodniego EASTLANT– Northwood (WB)
    - Dowództwo Podobszaru Północnego – Rosyth
    - Dowództwo Morskich Sił Powietrznych Podobszaru Północnego – Rosyth
    - Dowództwo Podobszaru Centralnego – Plymouth (WB)
    - Dowództwo Morskich Sił Powietrznych Podobszaru Centralnego – Plymouth
    - Dowództwo Okrętów Podwodnych Wschodniego Obszaru Atlantyku – Gosport
    - Dowództwo Podobszaru Zatoki Biskajskiej – Brest (Francja)
    - Wydzielone Morskie Siły Uderzeniowe i Siły Ekspedycyjne

  - Dowództwo Floty Uderzeniowej Atlantyku STRIKEFLTLANT – Norfolk (USA)
  - Dowództwo Połączonych Sił Sojuszniczych Kanału La Manche ACCHAN  – Northwood (1961)[8]
    - Dowództwo Połączonych Morskich Sił Powietrznych Kanału La Manche – Northwood (WB)
    - Dowództwo Podobszaru Brest Kanału La Manche – Brest (Francja)
    - Dowództwo Podobszaru Cherbourg Kanału La Manche – Cherbourg (Francja)
    - Dowództwo Podobszaru Nore La Manche – Chatham (WB)
      - Dowództwo Połączonych Morskich Sił Powietrznych Podobszaru Nore –  Chatham

    - Dowództwo Podobszaru Plymuth Kanału La Manche – Plymuth (WB)
      - Dowództwo Połączonych Morskich Sił Powietrznych Podobszaru Plymuth –  Plymuth

    - Dowództwo Podobszaru Benelux Kanału La Manche – Den Helder (Holandia)

  - Regionalna Grupa Planowania Kanady i Stanów Zjednoczonych CUSRPG

## Struktury militarne NATO w 1989
Komitet Wojskowy
- Naczelne Dowództwo Połączonych Sił Sojuszniczych NATO w Europie ACE
  - Dowództwo Połączonych Sił Sojuszniczych Europy Północnej AFNORTH – Kolsas (Norwegia)
    - Dowództwo Połączonych Sił Zbrojnych Norwegii Północnej – Bodø
      - Dowództwo Połączonych Sił Lądowych Norwegii Północnej –  Bodø
      - Dowództwo Połączonych Sił Morskich Norwegii Północnej –  Bodø
      - Dowództwo Połączonych Sił Powietrznych Norwegii Północnej –  Bodø

    - Dowództwo Połączonych Sił Zbrojnych Norwegii Południowej COMSONOR – Stavanger
      - Dowództwo Połączonych Sił Lądowych Norwegii Południowej – Stavanger
      - Dowództwo Połączonych Sił Morskich Norwegii Południowej – Stavanger
      - Dowództwo Połączonych Sił Powietrznych Norwegii Południowej – Stavanger

    - Dowództwo Połączonych Sił Zbrojnych Cieśnin Bałtyckich i Bałtyku Zachodniego BALTAP   – Karup (Dania)
      - Dowództwo Połączonych Sił Lądowych Szlezwik-Holsztynu, Jutlandii i Wyspy Fionii COMLANDJUTLAND –  Rensburg (Dania)
        - Jutlandzki Korpus Armijny JKA
        - siły wzmocnienia USA i WB
          - dywizja piechoty morskiej USA
          - dywizja piechoty morskiej WB

      - Dowództwo Połączonych Sił Lądowych Zelandii COMLANDZELAND – Ringstedt (Dania)
        - Dowództwo Obrony Bornholmu COMBORNHOLM
        - Dowództwo Wschodniego Okręgu Wojskowego
          - 1 Brygada Zmechanizowana
          - 2 Brygada Zmechanizowana

      - Dowództwo Połączonych Sił Powietrznych Cieśnin Bałtyckich i Bałtyku Zachodniego COMAIRBALTAP – Karup (Dania)
        - Siły Powietrzne Danii
          - 721 eskadra lotnictwa myśliwsko-bombowego – Aalborg
          - 723 eskadra lotnictwa myśliwsko-bombowego – Aalborg
          - 725 eskadra lotnictwa myśliwsko-bombowego – Karup
          - 726 eskadra lotnictwa myśliwsko-bombowego – Aalborg
          - 727 eskadra lotnictwa myśliwsko-bombowego – Skrydstrup
          - 729 eskadra lotnictwa myśliwsko-bombowego – Karup
          - 730 eskadra lotnictwa myśliwsko-bombowego – Skrydstrup
          - Grupa Obrony Powietrznej (8 baterii „Hawk”) – Skrydstrup

        - Siły Powietrzne Niemiec
          - 41 skrzydło lotnictwa myśliwsko-bombowego – Husum
          - 52 skrzydło lotnictwa rozpoznawczego – Leck
          - 3 pułk rakiet przeciwlotniczych „Hawk”  – Helide

        - niemiecka Dywizja Lotnictwa Myśliwskiego 
          - 1 skrzydło lotnictwa myśliwsko-bombowego – Jagel
          - 2 skrzydło lotnictwa myśliwsko-bombowego – Eggebek
          - 3 skrzydło lotnictwa ZOP – Nordholtz
          - 5 skrzydło lotnictwa Pom – Kiel

      - Dowództwo Połączonych Sił Morskich Cieśnin Bałtyckich i Bałtyku Zachodniego COMNAVBALTAP – Karup
        - ZO 500 – Bałtyk Zachodni
        - ZO 420 – Bałtyk Zachodni
        - ZO 457 – Bałtyk Środkowy
        - ZO 445 – Morze Północne
        - ZO 501 – Morze Północne

      - Niemiecki Dowódca Morza Północnego COMGERNORSEA – Sengwarden (Niemcy)
      - Flagowy Oficer Niemiec –  Glucksburg (Niemcy)
      - Flagowy Oficer Danii – Århus (Dania)

  - Dowództwo Połączonych Sił Sojuszniczych Europy Centralnej AFCENT  – Brunssum (Holandia)[10]
    - Dowództwo Północnej Grupy Armii NORTHAG – Mönchengladbach
      - 1 Korpus Armijny Holandii – Apeldoorn (Holandia)
      - 1 Korpus Armijny RFN – Münster (RFN)
      - 1 Korpus Armijny Wielkiej Brytanii – Bielefeld (RFN)
      - 1 Korpus Armijny Belgii – Kolonia (RFN)
      - 3 Korpus Armijny USA  – Ford Hood (USA) wzmocnienie)

    - Dowództwo Centralnej Grupy Armii CENTAG – Heidelberg
      - 2 Korpus Armijny RFN – Ulm
      - 5 Korpus Armijny USA – Frankfurt (RFN)
      - 7 Korpus Armijny USA – Stuttgart (RFN)
      - 3 Korpus Armijny RFN – Koblencja

    - Dowództwo Połączonych Sił Powietrznych Europy Centralnej AAFC – Ramstein (RFN)
      - 2 Połączone Taktyczne Siły Powietrzne – Mönchengladbach (RFN)
      - 4 Połączone Taktyczne Siły Powietrzne – Ramstein (RFN)
      - 3 Armia Lotnictwa Taktycznego  USA – Mildehall (WB) (wzmocnienie)

  - Dowództwo Połączonych Sił Sojuszniczych Europy Południowej AFSOUTH – Neapol (Włochy)[11]
    - Dowództwo Połączonych Sił Lądowych Europy Południowej LANDSOUTH – Werona
    - Dowództwo Połączonych Sił Lądowych Europy Południowo-Wschodniej LANDSOUTHEAST – Izmir (Turcja)
    - Dowództwo Połączonych Sił Powietrznych Europy Południowej AIRSOUTH – Neapol
      - 5 Połączone Taktyczne Siły Powietrzne – Wicenza
      - 6 Połączone Taktyczne Siły Powietrzne – Izmir
      - 16 Armia Lotnictwa Taktycznego – Aviano (Włochy)

    - Dowództwo Połączonych Sił Morskich Europy Południowej NAVSOUTH – Neapol
      - Dowództwo Rejonu Gibraltar COMGIBMED – Gibraltar
      - Dowództwo Obszaru Centralnego Morza Śródziemnego COMEDCENT – Neapol
      - Dowództwo Obszaru Wschodniego Morza Śródziemnego COMEDEAST – Ateny
      - Dowództwo Obszaru Północno-Wschodniego Morza Śródziemnego COMEDNOREAST – Ankara
      - Dowództwo Sił Podwodnych Morza Śródziemnego COMSUBMED – Neapol
      - Dowództwo Lotnictwa Morskiego Morza Śródziemnego COMMARAIRMED – Neapol
      - Dowództwo Sił Morskich na Wezwanie Morza Śródziemnego NAVOCFORMED

    - Dowództwo Morskich Sił Uderzeniowych i Wsparcia Europy Południowej STRIKFORSOUTH – Neapol

  - Dowództwo Połączonych Sił Mobilnych Europy AMF  – Heideberg (Niemcy)
  - Dowództwo Sił Powietrznych Wielkiej Brytanii UKAIR  – High Wycombe (WB)
  - Szkoła NATO w Oberammergau

- Naczelne Dowództwo Połączonych Sił Sojuszniczych NATO Atlantyku ACLANT
  - Dowództwo Połączonych Sił Zbrojnych Atlantyku Zachodniego WESTLANT – Norfolk
    - Dowództwo Połączonych Sił Morskich Podobszaru Oceanu – Norfolk
    - Dowództwo Połączonych Sił Morskich Podobszaru Atlantyku Kanadyjskiego  – Halifax (Kanada)
    - Dowództwo Okrętów Podwodnych Obszaru Zachodniego Atlantyku – Norfolk
    - Dowództwo Wyspy Grenlandii – Gronnedal (Dania)
    - Dowództwo Wysp Bermudy – Hamilton

  - Dowództwo  Połączonych Sił Zbrojnych Atlantyku Wschodniego EASTLANT – Northwood (WB)
    - Dowództwo Morskich Sił Powietrznych Obszaru Atlantyku Wschodniego – Northwood
    - Dowództwo Podobszaru Północnego – Rosyth
      - Dowództwo Morskich Sił Powietrznych Podobszaru Północnego – Northwood

    - Dowództwo Podobszaru Centralnego – Plymouth (WB)
      - Dowództwo Morskich Sił Powietrznych Podobszaru Centralnego – Plymouth

    - Dowództwo Okrętów Podwodnych  Obszaru Wschodniego Atlantyku – Northwood
    - Dowództwo Wyspy Islandii –  Keflavik
    - Dowództwo Wysp Owczych – Thorshavn

  - Dowództwo Połączonych Sił Zbrojnych Iberyjskiego Rejonu Atlantyku IBERLANT – Lizbona (Portugalia)
    - Dowództwo Wysp Azorskich – Sao Miguel
    - Dowództwo Wyspy Madera – Funchal.

  - Dowództwo Połączonych Sił Podwodnych Atlantyku SUBACLANT – Norfolk
  - Dowództwo Floty Uderzeniowej Atlantyku STRIKEFLTLANT – Norfolk (USA)
    - lotniskowcowe zespoły wielozadaniowe
    - zgrupowania amfibijno-desantowe piechoty morskiej
    - siły uderzeniowe ZOP
    - siły ekspedycyjne

  - Stały Zespół Sił Morskich Atlantyku STANAVFORLANT
- Dowództwo Połączonych Sił Sojuszniczych Kanału La Manche ACCHAN  – Northwood[12]
  - Dowództwo Połączonych Morskich Sił Powietrznych – Northwood
  - Dowództwo Podobszaru Benelux – Den Helder (Holandia)
  - Dowództwo Podobszaru Nore – Pitreave k. Rosyth
    - Dowództwo Morskich Sił Powietrznych Podobszaru Nore – Pitreave

  - Dowództwo Podobszaru Plymouth – Plymouth
    - Dowództwo Morskich Sił Powietrznych Podobszaru Plymouth – Plymuth

  - Dowództwo Morskich Sił Powietrznych Podobszaru Nore – Pitreave
  - Dowództwo Stałego Zespołu Sił Trałowo-Minowych STANAVFORCHAN.
- Regionalna Grupa Planowania Kanady i Stanów Zjednoczonych CUSRPG

## Struktury militarne NATO w 1994
Po zakończeniu zimnej wojny, od 1992 do 1995 przeprowadzono głęboką reorganizację zintegrowanego systemu wojskowego NATO. Zgodnie z nową strategią militarną, wojska pozostające w dyspozycji sojuszu podzielone zostały na trzy kategorie:
- Siły Reagowania
  - Siły Natychmiastowego Reagowania (IRF)
  - Sojuszniczy Korpus Szybkiego Reagowania ACE (ARRC)
- Główne Siły Obrony
  - korpus holendersko-niemiecki;
  - korpus belgijski;
  - korpus niemiecko-brytyjski;
  - dwa korpusy niemiecko-amerykańskie;
  - korpus niemiecki (dwie dywizje).
- Siły Wzmocnienia.
  - I amerykański KA
  - II amerykański KA
  - jednostki kanadyjskie
  - jednostki francuskie

W stosunku do ostatniego okresu zimnej wojny dokonano następujących zmian:
- zmniejszono liczbę dowództw podległych bezpośrednio Komitetowi Wojskowemu NATO. 1 lipca 1994 rozwiązano Dowództwo Kanału La Manche, a jego zadania przejęło Naczelne Dowództwo PSZ w Europie;
- z dniem 7 kwietnia 1993  powołano nowy organ podległy Naczelnemu Dowództwu PSZ w Europie – Sztab Planowania Sił Reagowania PSZ w Europie[d];
- z czterech do trzech zmniejszono liczbę dowództw podległych Naczelnemu Dowództwu PSZ w Europie; były to: Dowództwo PSZ Europy Północno-Zachodniej, Dowództwo PSZ Europy Środkowej i Dowództwo PSZ Europy Południowej;
- Naczelnemu Dowództwu PSZ w Europie podlegały też nowo zorganizowane dowództwa: Sił Natychmiastowego Reagowania (Dowództwo Sił Lądowych Natychmiastowego Reagowania i Dowództwo Sił Powietrznych Natychmiastowego Reagowania); Sił Szybkiego Reagowania (Dowództwo Korpusu Sił Szybkiego Reagowania, Dowództwo Połączonych Sił Powietrznych Sił Szybkiego Reagowania, Dowództwo Połączonych Morskich Sił Szybkiego Reagowania);
- Dowództwo PSZ Europy Północnej zostało z dniem 1 lipca 1994 przekształcone w Dowództwo PSZ Europy Północno-Zachodniej[e];
- podporządkowane dotychczas Dowództwu PSZ Europy Północnej Dowództwo PSZ Cieśnin Bałtyckich, od 1 stycznia 1994 zostało podporządkowane Dowództwu PSZ Europy Środkowej, którego obszar odpowiedzialności zostanie powiększony;
- z dniem d 1 lipca 1993  zadania rozwiązanych dowództw Północnej i Centralnej Grupy Armii przejęło Dowództwo Połączonych Sił Lądowych.
- w miejsce rozwiązanych dowództw Połączonych Sił Powietrznych oraz 2 i 4 Połączonych Taktycznych Sił Powietrznych utworzono Dowództwo Połączonych Sił Powietrznych Europy Środkowej.

Struktura dowództw
Komitet Wojskowy
- Naczelne Dowództwo Połączonych Sił Sojuszniczych NATO w Europie ACE
  - Dowództwa Połączonych Sił Sojuszniczych Europy Północno-Zachodniej AFNORTHWEST  – High Wycombe (WB)
    - Dowództwo Połączonych Sił Powietrznych Europy Północno-Zachodniej AIRNORTHWEST – High Wycombe)
    - Dowództwo Połączonych Sił Morskich Europy Północno-Zachodniej NAVNORTHWEST – Northwood (WB)[16]
      - Dowództwo Morskich Sił Powietrznych Podobszaru  Północno-Zachodniego COMMARAIRNORTHWEST – Northwood
      - Dowództwo Sił Morskich „Północ”  Podobszaru  Północno-Zachodniego COMNORNORTHWEST – Rosyth
      - Dowództwo Sił podwodnych Podobszaru  Północno-Zachodniego COMSUBNORTHWEST – Northwood
      - Dowództwo Sił Morskich „Zachód”  Podobszaru  Północno-Zachodniego COMWESTNORTHWEST – Plymouth
      - Dowództwo Sił Morskich „Belelux”  Podobszaru  Północno-Zachodniego COMBENENORTHWEST – Den Helder (Holandia)

    - Dowództwo Połączonych Sił Zbrojnych Europy Północnej NORTH – Stavanger (Norwegia)
      - Połączone Siły Ekspedycyjne COMJTFNORTH – Rejtan (Norwegia)

    - Dowództwo Sił Lądowych Wielkiej Brytanii – Wilton (WB) (na wypadek wojny)

  - Dowództwo Połączonych Sił Sojuszniczych Europy Centralnej AFCENT – Brunssum (Holandia)[17]
    - Dowództwo Połączonych Sił Lądowych Europy Centralnej LANDCENT  – Heideberg (Niemcy)
      - 1 Korpus Armijny (Niemcy/Holandia) – Munster (Niemcy)
      - 2 Korpus Armijny (Niemcy/ USA) – Ulm (Niemcy)
      - 4 Korpus Armijny (Niemcy) – Pocztam (Niemcy)
      - 5 Korpus Armijny (USA/Niemcy) – Frankfurt (Niemcy)

    - Dowództwo Połączonych Sił Powietrznych Europy Centralnej AIRCENT – Remstein (Niemcy)
      - 2 Połączone Stanowisko Dowodzenia Lotnictwa Taktycznego i Obrony Powietrznej 2 CAOC – Kalkar/Uedem (Niemcy)
      - 3 Połączone Stanowisko Dowodzenia Lotnictwa Taktycznego i Obrony Powietrznej 3 CAOC – Sembach (Niemcy)
      - 4 Połączone Stanowisko Dowodzenia Lotnictwa Taktycznego i Obrony Powietrznej 4 CAOC – Messtetten (Niemcy)

    - Dowództwo Połączonych Sił Cieśnin Bałtyckich i Bałtyku Zachodniego BALTAP   – Karup (Dania)
      - Dowództwo Połączonych Sił Lądowych Szlezwik-Holsztynu, Jutlandii i Wyspy Fionii COMLANDJUTLAND –  Rensburg (Dania)
      - Dowództwo Połączonych Sił Lądowych Zelandii COMLANDZELAND – Ringstedt (Dania)
      - 1 Połączone Stanowisko Dowodzenia Lotnictwa Taktycznego i Obrony Powietrznej 1 CAOC – Finderup (Dania)
      - Dowództwo Floty Sił Sił Morskich Niemiec COMGERFLEET – Glucksburg (Niemcy)
      - Dowództwo Floty Sił Sił Morskich Danii ADMIRALDANFLEET –  Århus (Dania)

  - Dowództwo Połączonych Sił Sojuszniczych Europy Południowej AFSOUTH – Neapol (Włochy)[18]
    - Dowództwo Połączonych Sił Lądowych Europy Południowej LANDSOUTH – Werona (Włochy)
    - Dowództwo Połączonych Sił Lądowych Europy Południowo-Centralnej LANDSOUTHCENT – Larrisa (Grecja)
    - Dowództwo Połączonych Sił Lądowych Europy Południowo-Wschodniej LANDSOUTHEAST – Izmir (Turcja)
    - Dowództwo Połączonych Sił Powietrznych Europy Południowej AIRSOUTH – Neapol (Włochy)
      - 5 Połączone Taktyczne Siły Powietrzne 5 ATAF – Wicenza (Włochy)
      - 6 Połączone Taktyczne Siły Powietrzne 6 ATAF – Izmir (Turcja)

    - Dowództwo Połączonych Sił Morskich Europy Południowej NAVSOUTH – Neapol (Włochy)
      - Dowództwo Rejonu Gibraltar COMGIBMED– Gibraltar
      - Dowództwo Centralnego Obszaru Morza Śródziemnego COMMEDCENT– Rzym
      - Dowództwo Północno-Wschodniego Obszaru Morza Śródziemnego COMMEDNOREAST – Ankara (Turcja)
      - Dowództwo Wschodniego Obszaru Morza Śródziemnego COMMEDEAST– Ateny (Grecja)
      - Dowództwo Okrętów Podwodnych Morza Śródziemnego COMSUBMED– Neapol
      - Dowództwo Morskich Sił Powietrznych Morza Śródziemnego COMARAIRMED– Neapol

    - Dowództwo Morskich Sił Uderzeniowych i Wsparcia STRIKFORSOUTH – Neapol (Włochy)

  - Dowódca Portugalskich Sił Powietrznych "COMPOAIR – Lizbona (Portuglia)
- Naczelne Dowództwo Połączonych Sił Sojuszniczych NATO Atlantyku ACLANT – Norfolk (USA)[15]
  - Dowództwo  Sił Sojuszniczych Atlantyku Zachodniego AF WESTLANT – Norfolk
    - Dowództwo Okrętów Podwodnych Obszaru Zachodniego Atlantyku – Norfolk
    - Dowództwo Podobszaru Oceanu – Norfolk
    - Dowództwo Podobszaru Atlantyku Kanadyjskiego – Halifax (Kanada)

  - Dowództwo  Sił Sojuszniczych Atlantyku Wschodniego AF WEASTLANT – Northwood (WB)
    - Dowództwo Okrętów Podwodnych Obszaru Wschodniego Atlantyku – Northwood
    - Dowództwo Morskich Sił Powietrznych Obszaru Wschodniego Atlantyku – Northwood
    - Dowództwo Podobszaru Północnego – Rosyth (WB)
      - Dowództwo Morskich Sił Powietrznych Podobszaru Północnego  – Pitreavie (WB)

    - Dowództwo Podobszaru Centralnego – Plymouth (WB)
      - Dowództwo Morskich Sił Powietrznych Podobszaru Centralnego – Plymouth

    - Dowództwo Wyspy Islandii – (Islandia)

  - Dowództwo  Połączonych Sił Podwodnych Atlantyku COMSUBATLANT – Norfolk
  - Dowództwo  Sił Sojuszniczych Iberyjskiego Rejonu Atlantyku Atlantyku Południowego AF IBERLANT –  Lizbona (Portugalia)
  - Dowództwo Floty Uderzeniowej Atlantyku COMSTRIKFLLANT
    - Lotniskowcowe Siły Uderzeniowe
    - Siły Uderzeniowe ZOP
    - Amfibijne Siły Uderzeniowe

  - Siły Natychmiastowego Reagowania IRF

## Struktury militarne NATO w 1999
Komitet Wojskowy
- Dowództwo Połączonych Sił Sojuszniczych NATO w Europie ACE
  - Dowództwo Połączonych Sił Sojuszniczych Europy Północnej RC NORTH – Brunssum (Holandia)[f]
    - Dowództwo Połączonych Sił Powietrznych Północ COMAIRNORTH – Ramstein[g]
    - Dowództwo Połączonych Sił Morskich Północ COMNAVNORTH – Northwood (WB)[g]
    - Połączone Dowództwo Centrum JCCENT– Heideberg (Niemcy)[h]
    - Połączone Dowództwo Północ JCNORTH – Stavanger (Norwegia)[h]
    - Połączone Dowództwo Północny-Wschód JCNORTHEAST – Karup (Dania)[h]

  - Dowództwo Połączonych Sił Sojuszniczych Europy Południowej RC SOUTH – Neapol (Włochy)[f]
    - Dowództwo Połączonych Sił Powietrznych Południe COMAIRSOUTH – Neapol[g]
    - Dowództwo Połączonych Sił Morskich Południe COMNAVSOUTH – Neapol[g]
    - Połączone Dowództwo Południe JCSOUTH – Werona (Włochy)[h]
    - Połączone Dowództwo Południowy-Zachód JCSOUTHWEST  – Madryt (Hiszpania)[h]
    - Połączone Dowództwo Południowy-Zachód JCSOUTHEAST  – Izmir (Turcja)[h]
    - Dowództwo Morskich Sił Uderzeniowych i Wsparcia STRIKFORSOUTH – Neapol[h]
- Naczelne Dowództwo Połączonych Sił Sojuszniczych NATO Atlantyku ACLANT – Norfolk (USA)
  - Regionalne Dowództwo  Atlantyku Zachodniego RC WESTLANT – Norfolk
    - Dowództwo Okrętów Podwodnych Obszaru Zachodniego Atlantyku – Norfolk
    - Dowództwo Podobszaru Oceanu – Norfolk
    - Dowództwo Podobszaru Atlantyku Kanadyjskiego – Halifax (Kanada)

  - Regionalne Dowództwo  Atlantyku Wschodniego RC WEASTLANT – Northwood (WB)
    - Dowództwo Okrętów Podwodnych Obszaru Wschodniego Atlantyku – Northwood
    - Dowództwo Morskich Sił Powietrznych Obszaru Wschodniego Atlantyku – Northwood
    - Dowództwo Podobszaru Północnego – Rosyth (WB)
      - Dowództwo Morskich Sił Powietrznych Podobszaru Północnego  – Pitreavie (WB)

    - Dowództwo Podobszaru Centralnego – Plymouth (WB)
      - Dowództwo Morskich Sił Powietrznych Podobszaru Centralnego – Plymouth

    - Dowództwo Wyspy Islandii – (Islandia)

  - Regionalne Dowództwo  Atlantyku Południowego RC AOUTHLANT –  Lizbona (Portugalia)
  - Dowództwo  Połączonych Sił Podwodnych Atlantyku COMSUBATLANT – Norfolk
  - Stały Zespół Sił Morskich Atlantyku  STANAVFORLANT
  - Dowództwo Floty Uderzeniowej Atlantyku COMSTRIKFLLANT
    - Lotniskowcowe Siły Uderzeniowe
    - Siły Uderzeniowe ZOP
    - Amfibijne Siły Uderzeniowe

  - Siły Natychmiastowego Reagowania IRF

## Struktury militarne NATO w 2004
Komitet Wojskowy
- Dowództwo Sił Sojuszniczych NATO ds. Operacji ACO
  - Dowództwo Połączonych Sił Sojuszniczych JFCHQ BRUNSSUM – Brunssum (Holandia)
    - Dowództwo Komponentu Sojuszniczych Sił Lądowych CC LAND – Heideberg (Niemcy)
    - Dowództwo Komponentu Sojuszniczych Sił Morskich CC MAR – Norhwood (WB)
      - Stały Zespół Okrętów SNMG1
      - Stały Zespół Okrętów NATO SNMCMG

    - Dowództwo Sojuszniczych Sił Powietrznych CC AIR – Ramstein
      - 1 Wielonarodowe Centrum Operacji Powietrznych CAOC – Uedem
      - 2 Wielonarodowe Centrum Operacji Powietrznych CAOC – Finderup

  - Dowództwo Połączonych Sił Sojuszniczych JFCHQ NEAPOL – Neapol
    - Dowództwo Komponentu Sojuszniczych Sił Lądowych CC LAND – Madryt (Hiszpania)
    - Dowództwo Komponentu Sojuszniczych Sił Morskich MC – Neapol
      - Stały Zespół Okrętów SNMG2
      - Stały Zespół Obrony Przeciwminowej NATO SNMCMG

    - Dowództwo Sojuszniczych Sił Powietrznych AC – Izmir
      - 3 Wielonarodowe Centrum Operacji Powietrznych CAOC – Prenatico
      - 4 Wielonarodowe Centrum Operacji Powietrznych CAOC – Larissa
- Dowództwo Sił Sojuszniczych NATO ds. Transformacji ACT[21]
  - Połączone Centrum Sztuki Wojennej JWC – Stavanger (Norwegia)
  - Centrum Szkolenia Sił Połączonych JFTC – Bydgoszcz
  - Połączone Centrum Analiz i Doświadczeń JALLC – Monsanto (Portugalia)
  - Centrum Badań Podwodnych NURC – La Specja
  - Akademia Obrony NATO NDS – Rzym
  - Szkoła NATO NS – Oberammergau
  - Szkoła Systemów Łączności i Informatyki NCISS – Latina
  - Sojuszniczym Centrum Szkolenia Morskich Operacji Blokadowych NMIOTC –  Souda Bay
  - Agencja ds. Konsultacji, Dowodzenia i Kontroli NC3A (Belgia, Holandia) (współpraca)
  - komórka przy SHAPE (SEE) – Mons (Belgia)
  - przedstawiciel ACT przy NATO (STRE) – Bruksela (Belgia)
  - narodowi przedstawiciele NLRs (współpraca)
  - Centra doskonalenia (Centres of Excellence) (współpraca)

## Struktury militarne NATO w 2010
Komitet Wojskowy
- Dowództwo Sił Sojuszniczych NATO ds. Operacji ACO
  - Dowództwo Połączonych Sił Sojuszniczych JFCHQ BRUNSSUM – Brunssum
    - Dowództwo Sojuszniczych Sił Lądowych FC – Heideberg (Niemcy)
    - Dowództwo Sojuszniczych Sił Powietrznych AC – Ramstein
      - 1 Wielonarodowe Centrum Operacji Powietrznych CAOC – Uedem
      - 2 Wielonarodowe Centrum Operacji Powietrznych CAOC – Finderup
      - mobilne centrum kierowania DARC – NMilligen

    - Dowództwo Sojuszniczych Sił Morskich MC – Norhwood
      - Stały Zespół Okrętów SNMG1
      - Stały Zespół Okrętów NATO SNMCMG1

  - Dowództwo Połączonych Sił Sojuszniczych JFCHQ NEAPOL – Neapol
    - Dowództwo Sojuszniczych Sił Lądowych FC – Madryt (Hiszpania)
    - Dowództwo Sojuszniczych Sił Powietrznych AC – Izmir
      - 3 Wielonarodowe Centrum Operacji Powietrznych CAOC – Prenatico
      - 4 Wielonarodowe Centrum Operacji Powietrznych CAOC – Larissa
      - mobilne centrum kierowania DARC – Moron

    - Dowództwo Sojuszniczych Sił Morskich MC – Neapol
      - Stały Zespół Okrętów SNMG2
      - Stały Zespół Obrony Przeciwminowej NATO SNMCMG2

  - Połączone Dowództwo JHQ LIZBONA – Lizbona (Portugalia)
    - Połączony Mobilny Element Dowodzenia DJSE
    - Połączony Mobilny Element Dowodzenia DJSE

  - Połączone Dowództwo Sił Podwodnych ASC
  - Dowództwo Sił Powietrznych Wczesnego Ostrzegania NAEW&C FC
  - Połączony Sztab Walki Elektronicznej JEWCS
  - Sojusznicze Centrum Rozpoznawcze IFC
  - Jednostka kontrwywiadu ACO CI
- Dowództwo Sił Sojuszniczych NATO ds. Transformacji ACT[21]
  - Połączone Centrum Sztuki Wojennej JWC – Stavanger (Norwegia)
  - Centrum Szkolenia Sił Połączonych JFTC – Bydgoszcz
  - Połączone Centrum Analiz i Doświadczeń JALLC – Monsanto (Portugalia)
  - komórka przy SHAPE (SEE) – Mons (Belgia)
  - SAUCTREPEUR  – Bruksela (Belgia)
  - Centrum Badań Podwodnych NURC – La Spezia (Włochy)
  - NC3A – (Belgia Holandia) (współpraca)
  - Centra Doskonalenia (Centres of Excellence) (współpraca)
  - Akademia Obrony NATO NDS – Rzym
  - Szkoła NATO NS – Oberammergau (Niemcy)
  - Szkoła Systemów Łączności i Informatyki NCISS – Latina
  - Sojuszniczym Centrum Szkolenia Morskich Operacji Blokadowych NMIOTC –  Souda Bay (Kreta)

## Struktury militarne NATO w 2012
Komitet Wojskowy
- Dowództwo Sił Sojuszniczych NATO ds. Operacji ACO
  - Dowództwo Połączonych Sił Sojuszniczych JFCHQ BRUNSSUM – Brunssum
  - Dowództwo Połączonych Sił Sojuszniczych JFCHQ NEAPOL – Neapol
  - Dowództwo Sojuszniczych Sił Powietrznych AIRCOM – Ramstein[24]
    - Połączone Stanowisko Dowodzenia Lotnictwa Taktycznego i Obrony Powietrznej CAOC – Torrejon
    - Połączone Stanowisko Dowodzenia Lotnictwa Taktycznego i Obrony Powietrznej CAOC – Uedem
    - Mobilne Centrum Dowodzenia i Kontroli Sił Powietrznych DACCC – Poggio Rentico

  - Dowództwo Sojuszniczych Sił Lądowych LANDCOM – Izmir
  - Dowództwo Sojuszniczych Sił Morskich MARCOM – Northwood[24]
    - Dowództwo Morskich Sił Powietrznych COMMARAIR
    - Dowództwo Sił Podwodnych COMSUBNATO
    - Centrum Żeglugowe NATO NSC

  - Grupa Łączności NATO NATO CIS GROUP – Mons[25]
    - 1 batalionów łączności NSB – Wesel (Niemcy)
    - 2 batalionów łączności NSB – Grazzanise (Włochy)
    - 3 batalionów łączności NSB – Bydgoszcz (Polska)
- Dowództwo Sił Sojuszniczych NATO ds. Transformacji ACT[26]
  - Połączone Centrum Sztuki Wojennej JWC – Stavanger (Norwegia)
  - Centrum Szkolenia Sił Połączonych JFTC – Bydgoszcz
  - Połączone Centrum Analiz i Doświadczeń JALLC – Monsanto (Portugalia)
  - komórka przy SHAPE (SEE)
  - Ośrodek Wojskowej Współpracy MPD (współpraca)
  - Szkoła NATO NS – Oberammergau (współpraca)
  - Akademia Obrony NATO NDS – Rzym (współpraca)
  - Szkoła Systemów Łączności i Informatyki NCISS – Latina (współpraca)
  - Sojuszniczym Centrum Szkolenia Morskich Operacji Blokadowych NMIOTC –  Souda Bay (współpraca)
  - SAUCTREPEUR  – Bruksela (Belgia)
  - Centra Doskonalenia (Centres of Excellence) (współpraca)

## Struktury militarne NATO w 2023
Komitet Wojskowy
- Międzynarodowy Sztab Wojskowy[28]
  - Biuro Dyrektora Generalnego IMS
  - Pion  Operacji i Planowania O&P
  - Pion Polityki  i Zdolności P&C
  - Pion  Bezpieczeństwa Kooperacyjnego CS
  - Pion Logistyki  i Zasobów L&R
  - Pion Wywiadu i Bezpieczeństwa JISD
  - Sztab  C3 Kwatery Głównej NATO NHQC3S
  - Centrum  Sytuacyjne NATO SITCEN
  - Biuro  Normalizacyjne NATO NSO
- Sojusznicze Dowództwo Operacji ACO[29]
  - Kwatera Główna Sił Sprzymierzonych w Europie (SHAPE) – Mons
  - Sojusznicze Dowództwo Sił Połączonych NATO w Brunssum (poziom operacyjny)
  - Dowództwo Połączonych Sił Sojuszniczych JFC HQ NAPLES(poziom operacyjny)
    - Wojskowe Biuro Łącznikowe NATO w Belgradzie
    - Kwatera Główna NATO w Sarajewie (NHQSa)
    - Kwatera Główna NATO Skopje (NHQSk)

  - Połączone Dowództwo Sił – Norfolk, Wirginia, USA (poziom operacyjny)
  - Dowództwo Wsparcia i Łączności (JSEC) – Ulm, Niemcy
  - Dowództwo Sojuszniczych Sił Morskich MARCOM – Northwood  (poziom taktyczny)
    - Stałe Grupy Morskie NATO
    - Dowództwa MARCOM

  - Dowództwo Sojuszniczych Sił Powietrznych AIRCOM – Ramstein (poziom taktyczny)
    - Połączone Stanowisko Dowodzenia Lotnictwa Taktycznego i Obrony Powietrznej CAOC – Torrejón de Ardoz
    - Połączone Stanowisko Dowodzenia Lotnictwa Taktycznego i Obrony Powietrznej CAOC – Uedem
    - Mobilne Centrum Dowodzenia i Kontroli Sił Powietrznych DACCC – Poggio Renatico

  - Dowództwo Sił Lądowych (HQ LANDCOM) – Izmir	 (poziom taktyczny)
  - Grupa NATO WNP
  - Siły Wysokiej Gotowości (korpusy NATO)
    -  Dowództwo Korpusu Szybkiego Reagowania w Europie ARRC – Innsworth-Gloucester
    - Eurokorpus – Strasburg
    - Wielonarodowy Korpus Północno-Wschodni – Szczecin
    - Dowództwo  Rapid Deployable Corps Włochy[30] – Mediolan
    - Dowództwo Rapid Deployable Corps Turcja – Stambuł
    - Dowództwo Rapid Deployable – Münster
    - Dowództwo Rapid Deployable Corps Hiszpania – Valencia
    - Dowództwo Rapid Deployable Corps France – Lille
    - Dowództwo Rapid Deployable Corps Greece – Saloniki

  - Inne formacje (dowództwa)
    - Siły Natychmiastowego Reagowania (Morskie)
    - Morskie Siły Uderzeniowe i Wsparcia STRIKFORNATO – Lizbona
    - Powietrzne Siły Wczesnego Ostrzegania i Kontroli NATO HQ NAEW&C Force
- Sojusznicze Dowództwo ds. Transformacji ACT
  - Dowództwo Naczelnego Dowództwa Sił Sojuszniczych ds. Transformacji HQ SACT – Norfolk, USA
  - Połączone Centrum Sztuki Wojennej JWC – Stavanger
  - Grupa Szkoleniowa NATO
  - Centrum Szkolenia Sił Połączonych JFTC – Bydgoszcz
  - Centrum Szkolenia Operacyjnego NATO ds. Przechwytywania Morskiego (NMIOTC) – Baza Marynarki Wojennej Souda, Kreta, GR
  - Szkoła NATO – Oberammergau[31]
  - Połączone Centrum Analiz i Doświadczeń JALLC – Lizbona,
- Inne organizacje i sztaby NATO
  - Grupa Planowania Regionalnego Kanada-USA CUSRPG
  - Połączony wspólny personel planowania CJPS – Mons